# Гутово (Новосибірська область)
Гутово (рос. Гутово) — село у Тогучинському районі Новосибірської області Російської Федерації.
Входить до складу муніципального утворення Гутовська сільрада. Населення становить 273 особи (2010).

## Історія
Згідно із законом від 2 червня 2004 року органом місцевого самоврядування є Гутовська сільрада.

## Населення
| 2002 | 2007 | 2010 |
| ---- | ---- | ---- |
| 358  | ↘353 | ↘273 |